# Storilnostna motivacija
Storilnostna motivacija ali motivacija za dosežke je želja, da bi dosegli nekaj zahtevnega in težavnega, nekaj nadpovprečnega.  V tuji literaturi jo najdemo pod sorodnim izrazom potreba po dosežkih; njo se je prvi začel ukvarjati Henry Murray, bolj podrobno pa jo je začel preučevati ameriški psiholog David McClelland v 50. letih 20 stoletja. Definira jo kot posameznikovo željo po pomembnih dosežkih, obvladanju določenih spretnosti, ter doseganju visokih standardov.
Ločimo pozitivno in negativno storilnostno motivacijo, pri posamezniku pa sta lahko prisotni obe:
- pozitivna: posameznika pri delu motivira želja po dosežkih in uspehu
- negativna: posameznik opravlja delo zato, da bi se izognil kazni oz. neprijetnim posledicam

Ločimo tudi notranjo in zunanjo storilnostno motivacijo:
- notranja: izhaja iz notranjega zanimanja
- zunanja: vzdržujejo jo zunanje nagrade

Težnjo po dosežkih lahko obravnavamo kot relativno trajno osebnostno lastnost. Lahko gre za potrebo po doseganju uspeha z lastnim trudom ali za doseganje uspeha ne glede na vloženo delo. Tesno se povezuje z aspiracijami, torej željami po nekem dosežku, v katerih se ljudje med seboj precej razlikujemo – nekateri si postavljajo visoke in spet drugi nizke cilje. Pomembno je, da so naše aspiracije visoke, vendar nas preveč nedosegljivi cilji ne bodo ustrezno motivirali, saj bomo prehitro obupali. Motivirali pa nas ne bodo niti prenizki cilji, saj v njihovo doseganje ne vložimo veliko truda in tako za nas nimajo visoke vrednosti. Višji kot so naši pretekli dosežki na določenem področju, višje bodo naše aspiracije in obratno.

## Teorije
Večina prvih raziskav motivov za dosežke ter storilnostne motivacije temelji na Atkinsonovem modelu tveganja. Spodbude za vedenje, usmerjeno k dosežku, sestavljajo pričakovanja glede čustev, ki jih bomo doživljali po uspehu oz. neuspehu (predvsem ponos in sram). Posameznikovo vrednotenje uspeha oz. neuspeha na nalogah je subjektivno. Bolj kot se pričakovano zadovoljstvo z uspehom povečuje z večanjem težavnosti naloge, višja je valenca uspeha. Posamezniki, ki jih uspeh visoko motivira, po Atkinsonovem modelu preferirajo zmerno težke naloge, tisti, ki pa so motivirani na podlagi neuspeha, imajo najraje bodisi ekstremno lahke bodisi ekstremno težke naloge. 
Motiv za dosežek je definiran kot trajno zavzemanje za doseganje standardov odličnosti in za zviševanje posameznikove kompetentnosti. K dosežku usmerjeni posamezniki se zavzemajo za to, da delajo dobro, boljše od drugih, oz. da so sami tisti, ki so pri nalogah, aktivnostih in spretnostih, povezanih z dosežki, najboljši. Atkinson ga predstavlja s formulo Ts = Ms × Ps × Is, pri čemer »s« predstavlja uspeh, »T« tendenco, »M« motiv, »P« verjetnost in »I« spodbudo. Enako lahko opišemo tudi motiv neuspeha, pri čemer uspeh (»s«) zamenjamo z neuspehom (»f«). Motiv neuspeha torej lahko opišemo kot zavirajočo silo, katere posledica je to, da tendenca izogibanja neuspehu vodi k izogibanju nalogi.
Verjetnost uspeha (oz. izvajanje srednje težkih nalog) vodi do najmočnejše motivacije za rešitev naloge, in sicer ob predpostavki, da je motiv za uspeh močnejši od motiva za neuspeh. V nasprotnem primeru je verjetnost, da posameznika motivirajo srednje težke naloge, najmanjša. Takrat so najbolj motivirajoče naloge zelo nizke ali zelo visoke težavnosti, seveda v primeru, da do reševanja sploh pride in se nalogam posameznik že v prvi vrsti ne izogne.
V Atkinsonovem modelu kumulativnih dosežkov ima motivacija dvojno funkcijo. Skupaj s sposobnostjo posameznika vpliva na učinkovitost izvršitve naloge (pro čemer velja poudariti, da je optimalna srednja raven motivacije), prav tako pa je od nje odvisen čas, ki ga vložimo v usvajanje spretnosti, ki so potrebne za čim bolj učinkovito izvršitev naloge.

### Teorija storilnostne motivacije
Prvo teorijo storilnostne informacije sta izdelala Atkinson in McClelland s sodelavci. Sam pojem storilnostne motivacije se nanaša na potrebo po doseganju uspehov pri delu. Sprva so preučevali le zunanje vplive na storilnost, kot so učinek pohvale in graje, vpliv poznavanja rezultatov itd. Nato so kmalu ugotovili, da ti dejavniki ne delujejo na vse ljudi enako, zato so se začeli večjo pozornost namenjati notranjim motivacijskim dejavnikom. Prišli so do ugotovitve, da je težnja po dosežkih razmeroma trajna osebnostna lastnost, ki se kaže na različnih področjih.
O pozitivni storilnostni motivaciji govorimo, kadar posameznika pri njegovem delu motivira želja po dosežkih in uspehu, o negativni pa kadar posameznik opravlja neko delo zato, da se izogne neprijetnim posledicam.
Na podlagi svojih ugotovitev je McClelland zasnoval posebne učne programe za povečanje storilnostne motivacije otrok in odraslih. Pomembno je, da posamezniku, ki že obvlada neko dejavnost, ponudimo vedno nekoliko zahtevnejšo nalogo. Če so naloge premalo zahtevne, se razvije nizka storilnostna motivacija, če pa so prezahtevne pa se razvije strah pred neuspehom. Storilnostna motivacija je zelo pomembna za predvidevanje dosežkov (npr. doseganje izobrazbe, poklicnega cilja). McClelland in Atkinson sta tudi ugotovila, da je težnja po dosežkih razmeroma trajna osebnostna lastnost, ki se kaže na različnih področjih dejavnosti.

## Merjenje
Posameznikove motive lahko ugotavljamo na več načinov. Eden izmed njih je kar ta, da jih po tem povprašamo, na voljo pa so tudi številne neposredne in posredne metode. Neposredno motive merimo z vprašalniki, v katerih so podane določene trditve, kot npr. Pogosto si postavljam cilje, ki so mi v izziv ali Všeč so mi situacije, kjer moje sposobnosti pridejo do izraza, nato pa na lestvici označijo, v kolikšni meri veljajo zanje. V večji meri kot se posamezniki z izjavami strinjajo, bolj je izražena njihova motivacija po dosežku. Nekateri izmed pogosteje uporabljenih vprašalnikov so Mehrabijanova lestvica tveganega vedenja v povezavi z usmerjenostjo k dosežku (Mehrabian Achievement Risk Performance Scale), Test motivacije, usmerjene k dosežku (Achievement Motivation Scale), ki je prirejen tudi za otroke in mladostnike, in Lestvica motivov, usmerjenih k dosežku (Achievement Motives Scale). 
Pri tovrstnih testih lahko pride do podajanja socialno zaželenih odgovorov, ali pa merijo samooceno sposobnosti in ne motivacije za dejanja, zato so v uporabi tudi preizkusi, ki motive merijo posredno. V ta namen je najbolj uporabljen Test tematske apercepcije (TAT). TAT je projekcijska tehnika, pri kateri respondent ob vsaki slikovni predlogi napiše kratko zgodbico, v kateri opiše dejanja, misli in čustva ljudi, ki so na sliki prikazani. Opišejo tudi kako je do situacije prišlo in kako se bo odvijala naprej. Na podlagi določenega sistema se oceni vsebina zgodbe in identificira ter oceni motiv za dosežek, v sklopu katerega lahko ocenimo tako upanje na uspeh kot strah pred neuspehom. Skladnost med ocenjevalci je 85 %. S TAT tehniko se izognemo pristranskosti odgovarjanja, saj uporablja spontane izraze k dosežku usmerjenih motivov, še ena prednost pa je, da ne korelira s posameznikovo samozaznavo lastnih sposobnosti. Kot negativni vidik lahko izpostavimo občutljivost na situacijske dejavnike, nižjo notranjo zanesljivost in zamudnost reševanja in interpretacije.

## Storilnostna motivacija in delo
Do maksimalne učinkovitosti pride ob optimalni in ne maksimalni motivaciji, optimalna motivacija pa se z zahtevnostjo naloge znižuje. Posamezniki, ki funkcionirajo pod optimalno ravnijo so »podmotivirani«, če pa motivacija preseže optimalno raven, na dosežke vpliva »nadmotiviranost«. Ob izvedbi lahkih nalog tako uspešnost opravljene naloge najprej z večanjem motivacije enakomerno narašča, nato pa uspešnost opravljene naloge tudi z večanjem motivacije ostaja enaka. Pri srednje težkih nalogah ima funkcija odnosa med uspešno opravljeno nalogo ter motivacijo obrnjeno U obliko. Sprva torej z večanjem motivacije uspešnost narašča, pri srednji (optimalni) motivaciji je uspešnost največja, nato pa se ob povečevanju motivacije uspešnost opravljene naloge znižuje. Ob reševanju težkih nalog posameznik optimalno raven motivacije doseže prej kot pri reševanju srednje težkih oz. lahkih nalog in tako ima moč motivacije različno vlogo, ki je odvisna od tipa naloge.
Moč motivacije za opravljanje neke naloge je odvisna od treh spremenljivk – posameznikovih motivov, zaznane težavnosti naloge (možnost uspeha) in situacijskih spodbud, ki predstavljajo možne posledice samoocenjevanja ter ocenjevanja drugih po uspehu oz. neuspehu na nalogi.

### Štiripolni model storilnostne motivacije
Atkinson motiva prizadevanja za uspeh ter izogibanja neuspehu pojmuje kot eno bipolarno dimenzijo (upanje na uspeh – strah pred neuspehom). Covington in sodelavci pa predlagajo, da bi to dvoje smatrali kot dve neodvisni dimenziji storilnostne motivacije. V štiripolnem modelu storilnostne motivacije tako razlikujejo med štirimi tipi storilnostno orientiranih posameznikov, in sicer glede na visoko oz. nizko orientiranost k uspehu oz. izogibanje neuspehu. 
- posamezniki, orientirani k uspehu – težijo k uspehu, ni jih strah neuspeha
- posamezniki, orientirani k izogibanju neuspeha – bojijo se neuspeha, uspeh jih ne privlači
- posamezniki, ki si močno prizadevajo za uspeh (overstrievers) – močno težijo k uspehu bojijo se neuspeha
- posamezniki, ki sprejemajo neuspeh (failure accepters) – uspeh jih ne privlači, hkrati se ne bojijo neuspeha

V tradicionalnih raziskavah storilnostne motivacije uporabljajo pristop, pri katerem motiv izogibanja neuspehu odštejejo od motiva težnje po uspehu, na ta način pa zapostavljajo overstriverje in failure accepterse, četudi se le-ti med seboj razlikujejo v številnih značilnostih. Posamezniki, ki sprejemajo neuspeh, imajo manjšo motivacijo za usvajanje novih sposobnosti ter izpopolnjevanje svojih sposobnosti. Pogosto se izogibajo vlaganju truda in tako v šolskih kot delovnih okoljih ostajajo indiferentni. V nasprotju s posamezniki, ki se neuspehu izogibajo, jih izvedba in uspešnost opravljene naloge ne skrbi. Avtorja to razlagata s tem, da sprejemalci neuspeha svoje samospoštovanje ločujejo od socialno zaželenih rezultatov uspešnosti na nalogi. Kdor si močno prizadeva za uspeh, trdo dela oz. delajo, vendar so njihovi motivi podkrepljeni s strani strahu pred neuspehom, njihovo znanje pa je povečini površinsko. Tako v situacijah, kjer je treba res pokazati neko znanje oz. izvršiti nalogo, pogosto klonejo pod pritiskom.

### Motiviranje zaposlenih
V preteklosti so verjeli, da zaposlene žene zgolj plača in nihče se ni ukvarjal z njihovim motiviranjem na kakšen drug način. Kasneje so ugotovili, da temu ni tako in delodajalce je pričelo zanimati, kako jih še drugače motivirati, da bodo delali kar najbolje. Posamezniki z visoko storilnostno motivacijo so pri nalogah ki jih opravljajo učinkovitejši in uspešnejši in kako jih motivirati je zanimalo tudi številne raziskovalce. Izvor motivacije je vsaj razlagal na svoj način, npr. na podlagi potreb, koncepta o samem sebi, pričakovanih izidov…
Potrebe – teorije kot je npr, Maslowa hierarhija potreb verjamejo, da motivacija izhaja in nezadovoljenih potreb. Potrebe, ki pridejo do izraza na delovnem mestu so potrebe po varnosti, pripadnosti in samoaktualizaciji. Naloga menedžerjev je ugotoviti, ali delovno okolje navedene potrebe zadovoljuje ter ga skušati spreminjati v smeri, da jih bo. Herzberg motivacijo kategorizira v dva faktorja, intrinzični npr. dosežki in prepoznavanje vodijo do zadovoljstva z delom, ekstrinzični, npr. plača in zagotovljeno delovno mesto pa do nezadovoljstva.
Koncept samega sebe – motivacija je odvisna od tega, kako zaposleni vidi samega sebe in svojo vlogo v organizaciji. Vsak izmed nas ima neka prepričanja o sebi kot delavcu, ta predstava pa lahko vključuje tako osebnostne značilnosti kot npr. zanesljiv, pameten, iznajdljiv... kot vloge, ki jih na delovnem mestu prevzemamo, npr. vodja, zanesljiv delavec, motivator... Posamezniki torej sebe motivirajo preko odobravanja, ki ga dobijo s strani ostalih članov skupine, kar potrdi dober občutek ter predstavo, ki jo imamo o sebi.
Pričakovani izidi – na podlagi možnih izidov ob dokončanju naloge se odločimo, koliko truda smo pripravljeni vložiti vanjo. Če upoštevamo to teorijo, lahko delavce motiviramo z nagrado, primerno vloženemu trudu.
Skinner pravi, da bodo zaposleni vedenja, ki vodijo k pozitivnim izidom ponavljali, vedenj ki vodijo k negativnim pa ne. Menedžerji naj torej tista, ki vodijo k pozitivnim pozitivno ojačujejo, tista ki vodijo k negativnim pa negativno.
McClelland potrebo po dosežkih obravnava kot eno izmed glavnih skupin potreb, ki jih ima vsak posameznik. Preostali dve sta še potreba po pripadnosti in moči. Razvijemo jih skozi kulturo ter naše izkušnje in na podlagi tega, kaj nas najbolj motivira, imamo ljudje različne lastnosti.
- Prevladuje dosežek – takšni posamezniki imajo močno potrebo po zastavljanju in doseganju visokih ciljev, za doseganje teh ciljev premišljeno tvegajo, radi prejemajo stalne povratne informacije glede napredka, pogosto radi delajo sami
- Prevladuje pripadnost – radi pripadajo skupini, ne marajo izstopati in se bodo zato hitro strinjali s skupino, raje imajo sodelovalnost kot tekmovalnost, ne marajo tveganj ter negotovosti
- Prevladuje moč – želijo kontrolirati in nadzirati druge, zmagovati, uživajo v tekmovalnosti in radi zmagujejo, veliko jim pomeni status ter prepoznavnost

Na podlagi tega, kaj naše zaposlene motivira, lahko ugotovimo najbolj primeren način dela z njimi – kako jih učinkovito voditi, pohvaliti, motivirati, kako oblikovati učinkovito ekipo in razdeliti vloge v njej. 
Posamezniki, ki jih motivirajo predvsem dosežki imajo npr. radi zahtevne projekte, saj uživajo pri reševanju problemov in situacij, ki so jim v izziv. Učinkovito delujejo tako sami kot skupaj z drugimi, ki prav tako preferirajo zahtevne naloge. Ko jim posredujemo povratno informacijo, naj bo le-ta čim bolj točna in informativna. Želijo namreč vedeti, kaj delajo prav in kaj narobe, da se bodo v prihodnosti lahko izboljšali.

### Delovna učinkovitost
Storilnostna motivacija je povezana z izvedbo naloge. Pri zelo lahkih nalogah, odvisnih od hitrosti, je ta odnos linearen. Pri kompleksnih nalogah, pri katerih se lahko hitro zmotimo, visoka motivacija lahko niža učinkovitost izvedbe naloge, saj si jo želimo opraviti čim hitreje, na ta račun pa naredimo več napak. Pomembne so tudi posameznikove kognitivne in samoregulacijske spretnosti, saj ob pomanjkanju sposobnosti tudi visoka motiviranost za uspešno opravljeno nalogo ne zadošča, samoregulacija pa je potrebna za zagotavljanje ustrezne ravni motivacije, s katero lahko nalogo rešimo kar se da uspešno. Ena od ovir, ki se lahko pojavi pri delu, je torej tudi prevelika raven motivacije. Covington pravi, da do tega pride pri kombinaciji visoke motivacije uspeha in neuspeha. Takšni posamezniki v nalogo vlagajo veliko truda, vendar so zaradi nepremišljenega in površinskega pristopa neučinkoviti.